# Ectoedemia tabulosa
Ectoedemia tabulosa là một loài bướm đêm thuộc họ Nepticulidae. Nó được tìm thấy ở rừng mưa đất thấp Amazon ở Ecuador.
Sải cánh dài khoảng 5.6 mm đối với con đực. Con trưởng thành bay vào tháng 1.